# Ota Kosuke
Ota Kosuke (太田 康介 (Thái-Điền Khang-Giới) Ota Kosuke, sinh ngày 26 tháng 10 năm 1982) là một cầu thủ bóng đá người Nhật Bản hiện tại thi đấu cho Zweigen Kanazawa.

## Thống kê câu lạc bộ
Cập nhật đến ngày 23 tháng 2 năm 2017.
| Thành tích câu lạc bộ | Thành tích câu lạc bộ | Thành tích câu lạc bộ        | Giải vô địch | Giải vô địch | Cúp                   | Cúp                   | Tổng cộng | Tổng cộng |
| Mùa giải              | Câu lạc bộ            | Giải vô địch                 | Số trận      | Bàn thắng    | Số trận               | Bàn thắng             | Số trận   | Bàn thắng |
| Nhật Bản              | Nhật Bản              | Nhật Bản                     | Giải vô địch | Giải vô địch | Cúp Hoàng đế Nhật Bản | Cúp Hoàng đế Nhật Bản | Tổng cộng | Tổng cộng |
| --------------------- | --------------------- | ---------------------------- | ------------ | ------------ | --------------------- | --------------------- | --------- | --------- |
| 2005                  | Saitama SC            | Kanto Soccer League (Div. 1) | 14           | 4            | 1                     | 0                     | 15        | 4         |
| 2007                  | Yokogawa Musashino    | JFL                          | 34           | 7            | -                     | -                     | 34        | 7         |
| 2008                  | Yokogawa Musashino    | JFL                          | 31           | 7            | -                     | -                     | 31        | 7         |
| 2009                  | Yokogawa Musashino    | JFL                          | 32           | 4            | 1                     | 0                     | 33        | 4         |
| 2010                  | Machida Zelvia        | JFL                          | 29           | 2            | 2                     | 1                     | 31        | 3         |
| 2011                  | Machida Zelvia        | JFL                          | 31           | 2            | 2                     | 1                     | 33        | 3         |
| 2012                  | Machida Zelvia        | J2 League                    | 38           | 4            | 3                     | 2                     | 41        | 6         |
| 2013                  | Machida Zelvia        | JFL                          | 17           | 3            | -                     | -                     | 17        | 3         |
| 2014                  | Zweigen Kanazawa      | J3 League                    | 33           | 7            | 2                     | 0                     | 35        | 7         |
| 2015                  | Zweigen Kanazawa      | J2 League                    | 39           | 3            | 1                     | 0                     | 40        | 3         |
| 2016                  | Zweigen Kanazawa      | J2 League                    | 37           | 3            | 0                     | 0                     | 37        | 3         |
| Tổng                  | Tổng                  | Tổng                         | 335          | 46           | 12                    | 4                     | 347       | 50        |